# Sonora (genre)
Pour les articles homonymes, voir Sonora (homonymie).
Genre
Sonora est un genre de serpents de la famille des Colubridae.

## Répartition
Les espèces de ce genre se rencontrent dans le nord du Mexique et dans le sud-ouest des États-Unis. Guyane française aussi

## Liste des espèces
Selon The Reptile Database (27 juillet 2012) :
- Sonora aemula (Cope, 1879)
- Sonora michoacanensis (Dugès, 1884)
- Sonora mutabilis Stickel, 1943
- Sonora semiannulata Baird & Girard, 1853

## Publication originale
- Baird & Girard, 1853 : Catalogue of North American Reptiles in the Museum of the Smithsonian Institution. Part 1. Serpents. Smithsonian Institution, Washington, p. 1-172 (texte intégral).